# Telmessus cheiragonus
Telmessus cheiragonus is een krabbensoort uit de familie van de Cheiragonidae. De wetenschappelijke naam van de soort is voor het eerst geldig gepubliceerd in 1812 door Tilesius.